# Oskar Messter

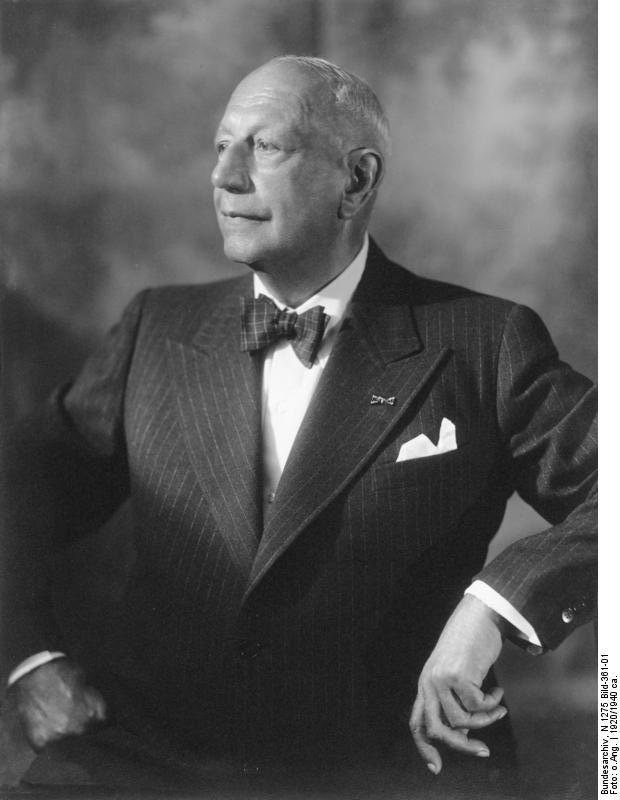
Oskar Messter

Oskar Messter, gebürtig Oskar Eduard Mester, (* 21. November 1866 in Berlin; † 6. Dezember 1943 in Tegernsee) war ein deutscher Filmpionier, Mitbegründer des Deutschen Optikerverbandes und Beisitzer in der Meisterprüfungskommssion für Berlin und Potsdam.

## Leben
Messter wurde als Sohn des Mechanikers Eduard Gustav Colmar Meßter und dessen Ehefrau Maria Wilhelmine geboren. Nach Abschluss der Schule ließ er sich im Betrieb seines Vaters, der sich auf die Herstellung optischer und feinmechanischer Geräte spezialisiert hatte, selbst zum Mechaniker und Optiker ausbilden. Daneben absolvierte er ein Volontariat in der Optischen Werkstätte Paul Waechter.
Bis 1888 absolvierte er den Militärdienst als Einjährig-Freiwilliger. 1893 heiratete er Henriette Albertine Margaretha Wittmann. Aus der Ehe ging der Sohn Eduard Oskar Messter hervor. 1909 ließ er die Schreibweise seines Namens von Mester zu Messter ändern.

### Berlin

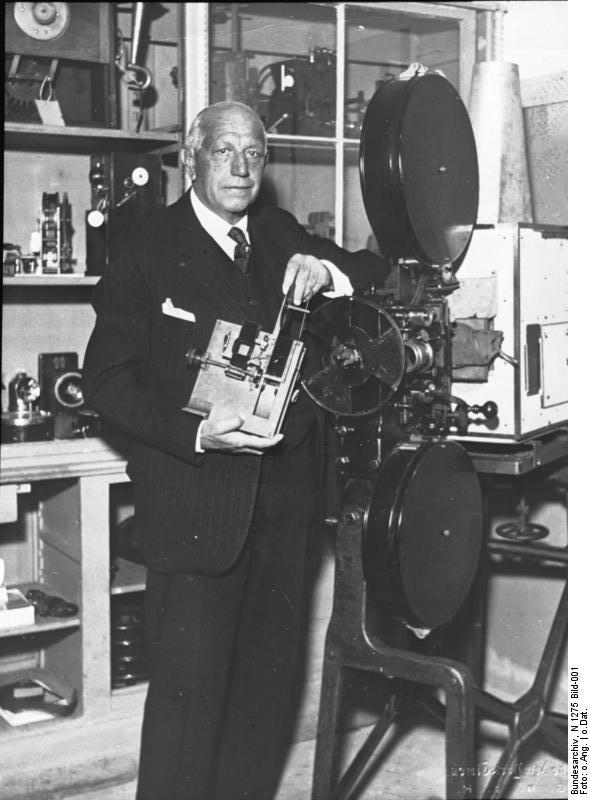
Oskar Messter

Am 1. Dezember 1891 gründeten der Vater Eduard Colmar Meßter und sein Sohn Oskar das bis 1931 bestehende Unternehmen Ed. Meßter oHG mit Sitz im Haus Friedrichstraße 95 in Berlin. Am 4. November 1896 wurde Oskar Messter als Nachfolger des Kaufmanns Friedrich Wilhelm Bauer Gesellschafter des Unternehmens Berliner electro-technische Fabrik Bauer & Betz. Ab 1896 brachte Messter die ersten brauchbaren Filmprojektoren (mit Malteserkreuzschaltung) auf den Markt. Im November desselben Jahres eröffnete er an der Friedrichstraße das erste deutsche Kunstlichtatelier und übernahm das Theater Unter den Linden als Kino. Im Jahr 1900 gründete er die Unternehmen Vereinigte mechanische Werkstätten GmbH, Kosmograph-Compagnie GmbH (später in Messter-Film GmbH umbenannt) und Projection GmbH (später Messter’s Projection GmbH genannt). Kurze Zeit später gründete er sein eigenes Atelier, in dem erste Stummfilme entstanden. Sie zeigten unter anderem das deutsche Kaiserpaar, Naturaufnahmen und Luftaufnahmen von Berlin, die von einem Ballon aus angefertigt wurden. 1903 führte er erstmals Tonbilder auf, indem er den Filmprojektor und ein Grammophon koppelte und zeitgleich zuvor synchron aufgezeichnete Schallplatten abspielte, dieses Gerät nannte er Biophon. Es wurde auf der Weltausstellung 1904 in St. Louis vorgestellt. Mit nahezu 300 produzierten Filmen stieg Messter während der Kaiserzeit zum Impresario des deutschen Films auf und verhalf Schauspielerinnen wie Henny Porten zum Starkult.
Im Jahr 1912 gelang Messter gemeinsam mit Friedrich Simon Archenhold mit dem Riesenfernrohr der Sternwarte in (Berlin-)Treptow die weltweit erste Filmaufnahme einer Sonnenfinsternis.
Im Februar 1913 gründete Messter die Autor-Film Compagnie GmbH. Am 26. März 1914 wandelte er die Vereinigte mechanische Werkstätten GmbH in die Meisterdirigenten Konzert GmbH um. Gegenstand des Unternehmens war jetzt: „Die Herstellung und der Vertrieb von sogenannten Dirigentenfilms, die Erwerbung von solchen Dirigentenfilms, die Erwerbung der hierzu erforderlichen Patente, Rechte, Verträge und dergleichen sowie alle hiermit im Zusammenhang stehenden Geschäfte; insbesondere auch die eigene Veranstaltung von Konzerten durch die Gesellschaft“. Den Aufbau seines Filmkonzerns schloss Messter im November mit der Gründung der Hansa-Film Verleih GmbH ab.

### Erster Weltkrieg

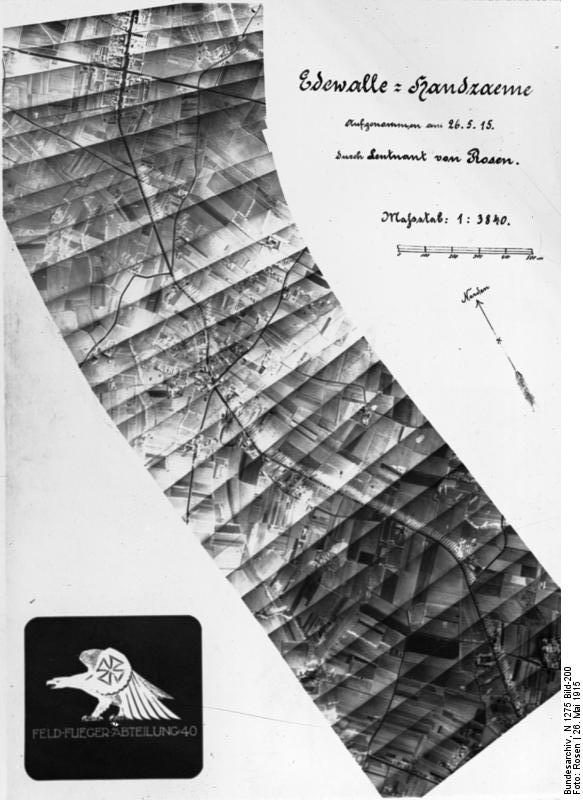
Luftbildmessung im Ersten Weltkrieg

Nach Ausbruch des Ersten Weltkriegs schnitt Messter aus Dokumentationen zum Kriegsgeschehen, die er als Leutnant in der Presseabteilung des Generalstabs produzierte, die erste deutsche Wochenschau. Die Messter-Wochenschau wurde erstmals am 23. Oktober 1914 gezeigt. Für den Generalstab arbeitete er die Zensurbestimmungen für fotografische und kinematografische Bilder aus. Bilder von aktuellen Kriegsereignissen, Toten, Schwerverletzten, Waffen, Flugzeugen und militärischen Hafenanlagen wurden grundsätzlich verboten.
Messter erhielt 1915 den Auftrag, eine Reihenbildkamera (die sogenannte Zielübungskamera) für die Luftaufklärung zu entwickeln, und wurde für deren erfolgreiche Entwicklung mit dem Eisernen Kreuz II. Klasse ausgezeichnet.
In seiner im August 1916 verfassten Denkschrift „Film als politisches Werbemittel“ begründete er die Notwendigkeit der deutschen Propagandafilme als Antwort auf die „deutschfeindlichen Filme“ der Entente-Staaten. Im gleichen Jahr gründete er gemeinsam mit dem österreichischen Filmschaffenden Sascha Kolowrat-Krakowsky das Unternehmen Sascha-Meßter-Film, das Nachfolgerin der österreichischen Tochtergesellschaft der Meßter-Film wurde und die ab dem Frühjahr 1916 die (vereinigte) Kolowrat-Meßter-Woche produzierte, eine Kriegsberichte liefernde Wochenschau der k. u. k. Film-Propaganda, die unter anderem während der Kriegsausstellung Wien 1916 einen filmischen Schwerpunkt bildete. Messter ließ sich die Maschinengewehrkamera patentieren, ein Zielübungsgerät zur Ausbildung von Bordschützen. Mit seiner am 13. November 1918 gegründeten Luft-Wettkampf GmbH kam Messter kurz vor Kriegsende zu spät. Zweck des Unternehmens war laut Handelsregistereintrag die „Verwertung und Ausnutzung eines Apparates und der für denselben erteilten Patente, durch welchen auf photographischem Wege festgestellt wird, welches von mehreren sich bekämpfenden Flugzeugen Sieger geblieben ist, und alle damit im Zusammenhang stehenden Geschäfte“.
Noch vor Kriegsende verkaufte Messter für den Preis von 5,3 Millionen Mark (11.245.227 Euro) seine Unternehmen in Berlin und Wien, die in der neu gegründeten UFA aufgingen, in der er ab 1925 Aufsichtsratsmitglied war.

### Tegernsee

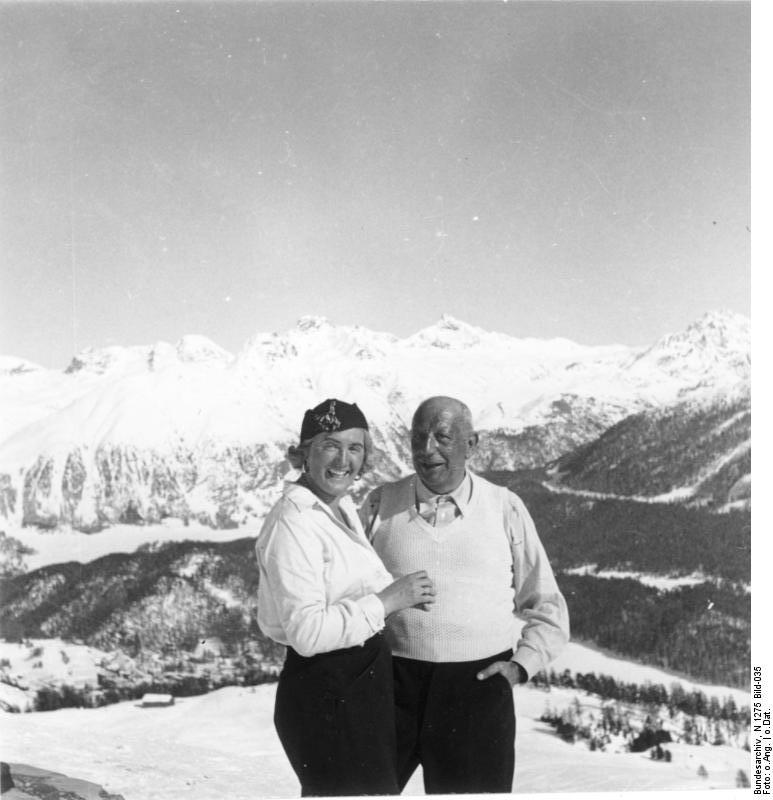
Oskar Messter mit Ehefrau Antonie in den Bergen

Ende 1918 erwarb er in Tegernsee das Haus Zum Leitenbauer, das er seit 1939 dauerhaft bewohnte. Ebendort wurde posthum eine Straße nach ihm benannt. Zu seinem Freundeskreis dort zählten der Opern- und Liedsänger Julius Patzak, der Volksschauspieler Albert (Bertl) Schultes und der Schriftsteller Ludwig Ganghofer.
Im März 1922 erfolgte eine Umwandlung der Luft-Wettkampf GmbH in die Optikon GmbH mit Niederlassungen in Berlin und München und 1928 eine weitere Umfirmierung in Meßter-Optikon GmbH (1928–1933). Sein Sohn Eduard ging 1928 mit der Meßtro-Film-Verleih GmbH eine strategische Allianz mit dem Unternehmen Orplid-Film des Produzenten Georg Jacoby ein, in der Branche als Orplid-Messtro bekannt: Die Orplid konzentrierte sich auf die Herstellung von Filmen, Messters Filmverleih übernahm das Marketing und den Vertrieb der Filme. Oskar Messter, der sich als Finanzier beteiligte, nahm Einfluss auf die Filmprojekte. So wurde sein Wunschprojekt Die Sandgräfin als Messter-Film beworben.
Messter begeisterte sich für das Aufkommen des Tonfilms, sah er darin doch eine Fortentwicklung seiner frühen Tonbilder. Bei der Tonbild-Syndikat AG, der er als Mitglied des Aufsichtsrats angehörte, fanden seine Ideen zunächst wenig Gegenliebe. Nichtsdestotrotz gründete er im Dezember 1928 die Meßter Filmton GmbH. Mit Hans Steinhoff als Regisseur produzierte Messter 1929 die Kurzfilme Maienandacht und Gestörtes Ständchen.
Als der Meßtro-Verleih im Jahr 1932 zahlungsunfähig wurde, stellte auch die Orplid ihre Geschäftstätigkeit ein. Die Gläubiger des Meßtro-Filmverleihs stimmten im Februar 1933 einem Vergleich zu, infolgedessen das Vergleichsverfahren aufgehoben wurde. Am 10. September 1934 wurde auf der Gesellschafterversammlung die Liquidation des Unternehmens beschlossen. Damit endeten Messters filmische Aktivitäten.

### Repräsentant der Filmindustrie

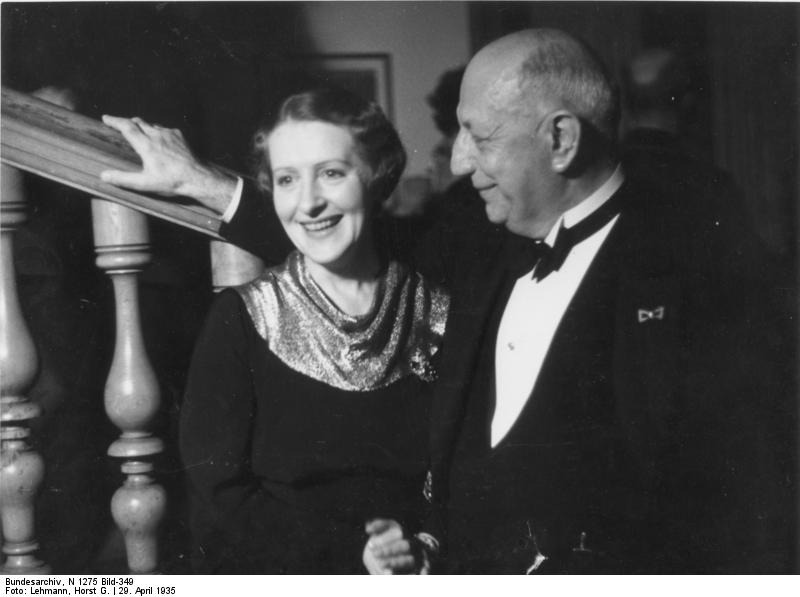
Henny Porten mit Oskar Messter, Internationaler Film-Kongress 1935

1926 nahm er als Repräsentant der deutschen Filmindustrie am Ersten internationalen Filmkongress in Paris teil und stiftete für besondere Verdienste um Kinematographie die Oskar-Messter-Medaille, deren erster Preisträger er selbst wurde. Messters erste Ehe wurde geschieden; 1928 heiratete er Antonie Maria Theresia König (1898–1978).
Ab 1930 bekleidete Messter noch Positionen bei der Filmoberprüfstelle Berlin und der Deutschen Filmgemeinschaft, die 1931 den Film Mädchen in Uniform produzierte. 1932 überließ er seine umfangreiche Sammlung kinematografischer Geräte dem Deutschen Museum in München.
In der Weimarer Republik wurde Messter Mitglied im Stahlhelm, Bund der Frontsoldaten. In der Zeit des Nationalsozialismus ließ er sich als Altmeister der deutschen Filmwirtschaft feiern. Anlässlich der von der Reichsfilmkammer veranstalteten Vorführung der ersten Filme des Reichsfilmarchivs im Harnack-Haus nahm Messter am Internationalen Filmkongress teil, der vom 25. April bis 1. Mai 1935 im Filmtheater am Friedrichshain in Berlin stattfand.
1936 veröffentlichte er seine Memoiren Mein Weg mit dem Film. Seine letzten beiden Lebensjahre verbrachte er zurückgezogen und gesundheitlich angeschlagen mit seiner Frau in seinem Haus am Tegernsee.

### Ehrungen
- Oskar-Messter-Medaille
- Ehrensenator der Technischen Hochschule Berlin (1936)
- Goethe-Medaille für Kunst und Wissenschaft (1941)[36]

Seit 1956 erinnert der Messterweg in Berlin-Staaken an ihn.

## Grab

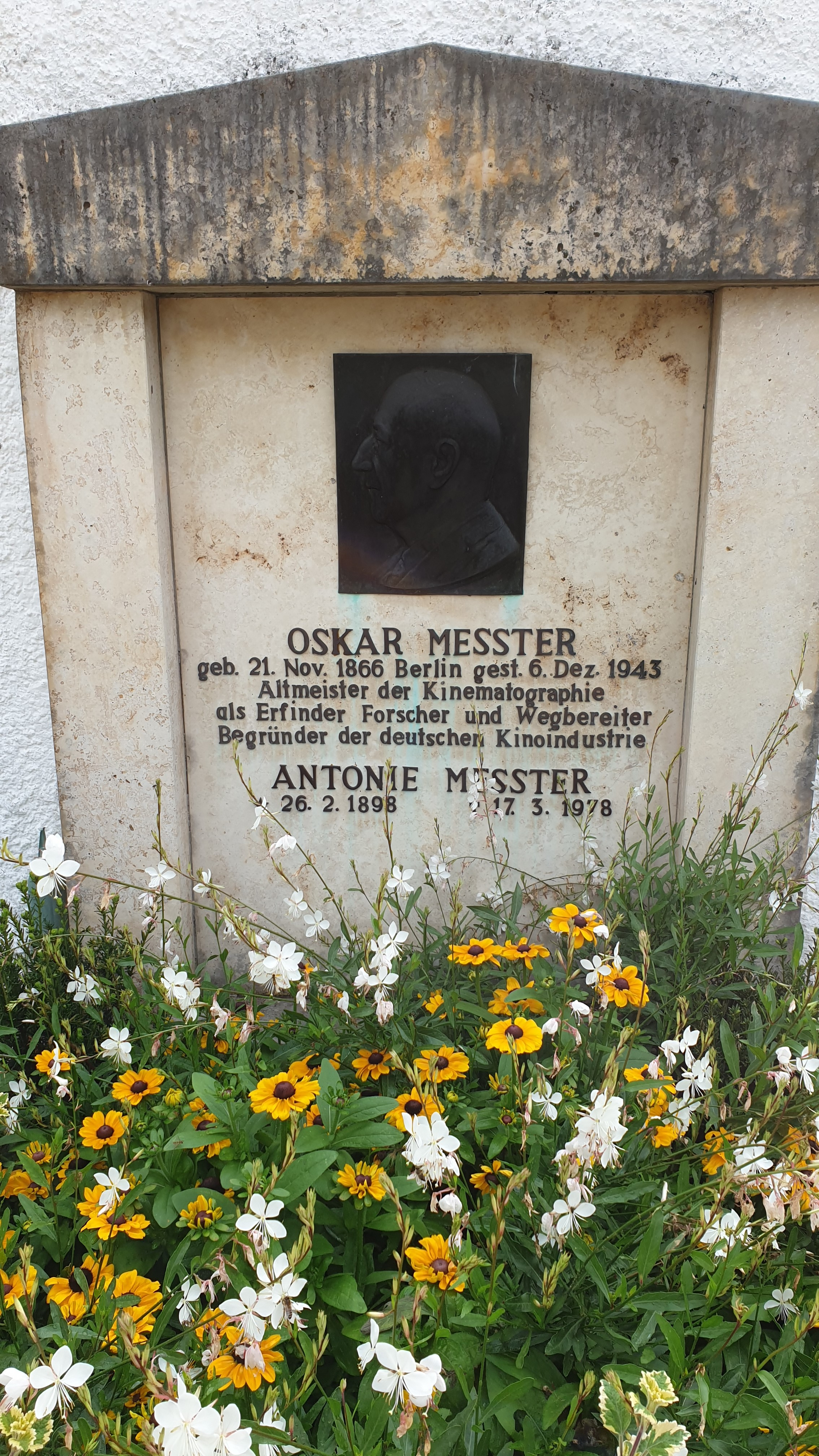
Grab in Tegernsee

Messter starb mit 77 Jahren und wurde auf dem Tegernseer Friedhof beerdigt. Die Grabplatte trägt die Inschrift:
ALTMEISTER DER KINEMATOGRAPHIE / ALS ERFINDER, FORSCHER UND WEGBEREITER BEGRÜNDER DER DEUTSCHEN KINOINDUSTRIE
Seine zweite Frau Antonie (* 26. Februar 1898) starb am 17. März 1978 und wurde in seinem Grab beigesetzt.

## Nachwirkung
Bei der Auflösung seiner Berliner Wohnung im Jahr 1944 gelangten die letzten Teile des Messter-Archivs an den Tegernsee. Messters zweite Frau Antonie (1898–1978) wurde als Mitglied der Reichsfilmkammer im November 1944 als Filmarchivarin aufgenommen und übte diesen Beruf bis zu ihrem Tod aus. In einzelnen Fällen erlaubte sie eine Auswertung der Papiere ihres verstorbenen Ehemanns.
Messters schriftlicher Nachlass wird im Bundesarchiv in Koblenz verwahrt. Seine Sammlung historischer Kameras und Projektoren übergab er dem Deutschen Museum in München.

## Produktionen (Auswahl)
- 1897: Der Kampf ums Dasein oder „Besetzt“
- 1904: The Whistling Bowery Boy
- 1906: Apachentanz
- 1906: Meißner Porzellan
- 1910: Lenchens Geburtstag
- 1911: Mericke aus Neu-Ruppin kommt nach Berlin
- 1911: Das Liebesglück der Blinden
- 1911: Tragödie eines Streiks
- 1912: Die Rache ist mein
- 1912: Erloschenes Licht
- 1912: Die Toten schweigen
- 1912: Des Pfarrers Töchterlein
- 1912: Der Schatten des Meeres
- 1912: Um Haaresbreite
- 1912: Jung und alt
- 1913: Problematische Naturen
- 1913: Zu spät
- 1913: Statistinnen des Lebens
- 1913: Zurückerobert
- 1913: Falsche Perlen
- 1913: In Vertretung
- 1913: Harry Raupach
- 1913: Aus eines Mannes Mädchenzeit
- 1913: Schuldig
- 1913: Ihr guter Ruf
- 1913: Ultimo
- 1913: Eva
- 1913: Gequälte Herzen
- 1913: Der Feind im Land
- 1913: Falsche Perlen
- 1913: Komtesse Ursel
- 1913: Der wankende Glaube
- 1913: Tirol in Waffen
- 1914: Sein braunes Mädel
- 1914: Ihre Hoheit
- 1914: Gretchen Wendland
- 1914: Bergnacht
- 1914: Die große Sünderin
- 1914: Das Tal des Traumes
- 1914: Alexandra
- 1914: Fantomo
- 1914: Fräulein Leutnant
- 1914: Die zerbrochene Puppe
- 1914: Um ein Haar
- 1914: Nordlandrose
- 1914: Er rechts – sie links
- 1915: Der Sieg des Herzens
- 1915: Police Nr. 1111
- 1915: Fürst Seppl
- 1915: Es war ein Traum
- 1915: Nur nicht heiraten
- 1915: Auf der Alm, da gibt’s ka Sünd
- 1915: Musketier Kaczmarek
- 1915: Märtyrerin der Liebe
- 1915: Die Konservenbraut
- 1915: Das Geheimnis einer Nacht
- 1915: Sein einziger Sohn
- 1915: Jahreszeiten des Lebens
- 1915: Fräulein Hochgemuth
- 1915: Der Sieg des Herzens
- 1915: Papa Schlaumeyer
- 1915: Die Wellen schweigen
- 1915: Moritz Wasserstrahl als Stratege
- 1915: Das Schicksal der Gabriele Stark
- 1916: Abseits vom Glück
- 1916: Höhen und Tiefen
- 1916: Lehmanns Brautfahrt
- 1916: Frau Eva
- 1916: Gelöste Ketten
- 1916: Ihr bester Schuß
- 1916: Der Liebesbrief der Königin
- 1916: Der Ruf der Liebe
- 1916: Der Schirm mit dem Schwan
- 1916: Dick Carter
- 1916: Vampirette
- 1916: Das wandernde Licht
- 1916: Werner Krafft
- 1916: Der Mann im Spiegel
- 1916: Sami, der Seefahrer
- 1916: Bummelstudenten
- 1917: Die Ehe der Luise Rohrbach
- 1917: Christa Hartungen
- 1917: Los vom Mann!
- 1917: Wenn die Liebe auf den Hund kommt
- 1917: Luftkämpfe. Ein Tag bei einer Jagdstaffel im Westen
- 1917: Die Faust des Riesen
- 1917: Feenhände
- 1917: Der Richter
- 1917: Die Claudi vom Geiserhof
- 1917: Frank Hansens Glück
- 1917: Veilchen Nr. 4
- 1917: Der standhafte Benjamin
- 1917: Gefangene Seele
- 1917: Furcht
- 1917: Der Brief einer Toten
- 1917: Er muß sie haben
- 1917: Das schwindende Herz
- 1917: Höhenluft
- 1917: Das Nachträtsel
- 1917: Die Prinzessin von Neutralien
- 1917: Frau Lenes Scheidung
- 1918: Opfer der Gesellschaft
- 1918: Der Märtyrer seines Herzens
- 1918: Edelsteine
- 1918: Das Maskenfest des Lebens
- 1918: Gräfin Küchenfee
- 1918: Der Rubin-Salamander
- 1918: Die Heimkehr des Odysseus
- 1918: Agnes Arnau und ihre drei Freier
- 1918: Rotterdam-Amsterdam
- 1918: Auf Probe gestellt
- 1918: Der Sohn des Hannibal
- 1918: Die Dame, der Teufel und die Probiermamsell
- 1919: Die lebende Tote
- 1919: Die beiden Gatten der Frau Ruth
- 1919: Die Schuld
- 1919: Ihr Sport
- 1919: Die rollende Kugel
- 1919: Irrungen
- 1919: Die Fahrt ins Blaue
- 1919: Monica Vogelsang
- 1921: Die Geliebte Roswolskys
- 1924: Der Sprung ins Leben